# Stanisław Obmiński
Stanisław Obmiński (ur. 5 września 1903 we Lwowie, zm. 13 czerwca 1951 w Sopocie) – żołnierz I oraz II wojny światowej, inżynier dróg i mostów, nauczyciel, kierownik robót budowlanych, wykładowca Politechniki Lwowskiej, zastępca profesora Politechniki Gdańskiej. Specjalizował się w statyce i konstrukcjach budowlanych.

## Życiorys
W 1918 był ochotnikiem w walkach w obronie Lwowa, w 1920 żołnierzem wojny polsko-bolszewickiej. W czerwcu 1921 ukończył XI Gimnazjum Klasyczne we Lwowie. W czerwcu 1928 roku ukończył studia na Wydziale Inżynierii Lądowej i Wodnej Politechniki Lwowskiej uzyskując dyplom inżyniera dróg i mostów. Był członkiem Towarzystwa Gimnastycznego „Sokół” we Lwowie.
W latach 1927–1928 i 1931–1935 pracował na Politechnice Lwowskiej, a od lipca 1928 do sierpnia 1931 był zatrudniony na budowie Państwowej Fabryki Związków Azotowych w Tarnowie Mościcach. W maju 1931 uzyskał uprawnienia budowlane na obszarze Polski. Od 1 września 1931 do czerwca 1935 uczył w Państwowej Szkole Technicznej we Lwowie na Wydziale Drogowo-Wodnym oraz na kursie dla majstrów budowlanych. 
Od 1 lipca 1935 do września 1939 mieszkał w Gdyni, gdzie prowadził własne biuro konstrukcyjne. Opracował ponad czterdzieści obliczeń statycznych i konstrukcyjnych dla obiektów w Gdyni, między innymi: projektowanej wówczas Bazyliki Morskiej, szpitala Sióstr Miłosierdzia, klasztoru oo. Franciszkanów, kina Polonia, budynku Funduszu Emerytalnego Banku Gospodarstwa Krajowego, rozbudowy i przebudowy budynku Komisariatu Rządu, Urzędu Celnego Strefy Wolnocłowej, pochylni dla Stoczni Gdyńskiej i traserni Stoczni Marynarki Wojennej, budynków Rzeźni Miejskiej, koszarów IV Morskiego Batalionu Strzelców, a także domów dla oficerów Polskiej Marynarki Wojennej na Helu. 
We wrześniu 1939 brał udział w obronie Helu w Szefostwie Fortyfikacji Wybrzeża (w stopniu porucznika), skąd został wzięty do niewoli. Od 2 października 1939 do lutego 1945 był jeńcem w Oflagu II C Woldenberg, gdzie prowadził wykłady w Studium Dokształcania Politechnicznego.
24 kwietnia 1945 został członkiem Grup Operacyjnych w Elblągu, Gdańsku i Gdyni. Od maja do czerwca 1945 pracował w Departamencie Morskim Ministerstwa Przemysłu, a od czerwca do lipca 1945 w Biurze Odbudowy Portów w Gdańsku. Od 1 sierpnia 1945 do 31 marca 1946 był kierownikiem Wydziału Budowlanego Społecznego Przedsiębiorstwa Budowlanego - Oddział Wybrzeża Morskiego w Sopocie. 
Od 1 października 1945 do 31 grudnia 1949 oraz po urlopie zdrowotnym od 1 września 1950 do czerwca 1951 pracował na Politechnice Gdańskiej, w latach 1947-1951 był kierownikiem Katedry Statyki Budowli i Konstrukcji Budowlanych na Wydziale Architektury.
W 1946 otrzymał tytuł zastępcy profesora.
Prowadził prywatną praktykę projektanta, rzeczoznawcy statyki i konstrukcji budynków, między innymi przy budowie magazynu nr 1 w porcie gdańskim (ukończonego w 1947), stropu hali Dworca Głównego Polskich Kolei Państwowych w Gdańsku; wykonał projekt półszkieletu żelbetowego budynków (określanych wówczas jako B i D) naprzeciwko Dworca Głównego, dokonał odbudowy budynku łuszczarni ryżu w porcie w Gdyni. Pracował przy odbudowie zabytków Gdańska: wykonał projekt stalowej konstrukcji dachu i nadzorował odbudowę sklepienia kościoła Wniebowzięcia Najświętszej Marii Panny, został konstruktorem i projektantem hełmu stalowego wieży Ratusza Głównego Miasta, a w 1950 hali sportowej w Łodzi. 
W latach 1935–1939 należał do Związku Zawodowego Inżynierów Lądowych i Wodnych w Gdyni, w latach 1946-1951 do Związku Zawodowego Nauczycielstwa Polskiego, w latach 1949–1951 był członkiem Polskiego Związku Inżynierów i Techników Budownictwa.
Pochowany na cmentarzu katolickim w Sopocie (kwatera B6-15-5).

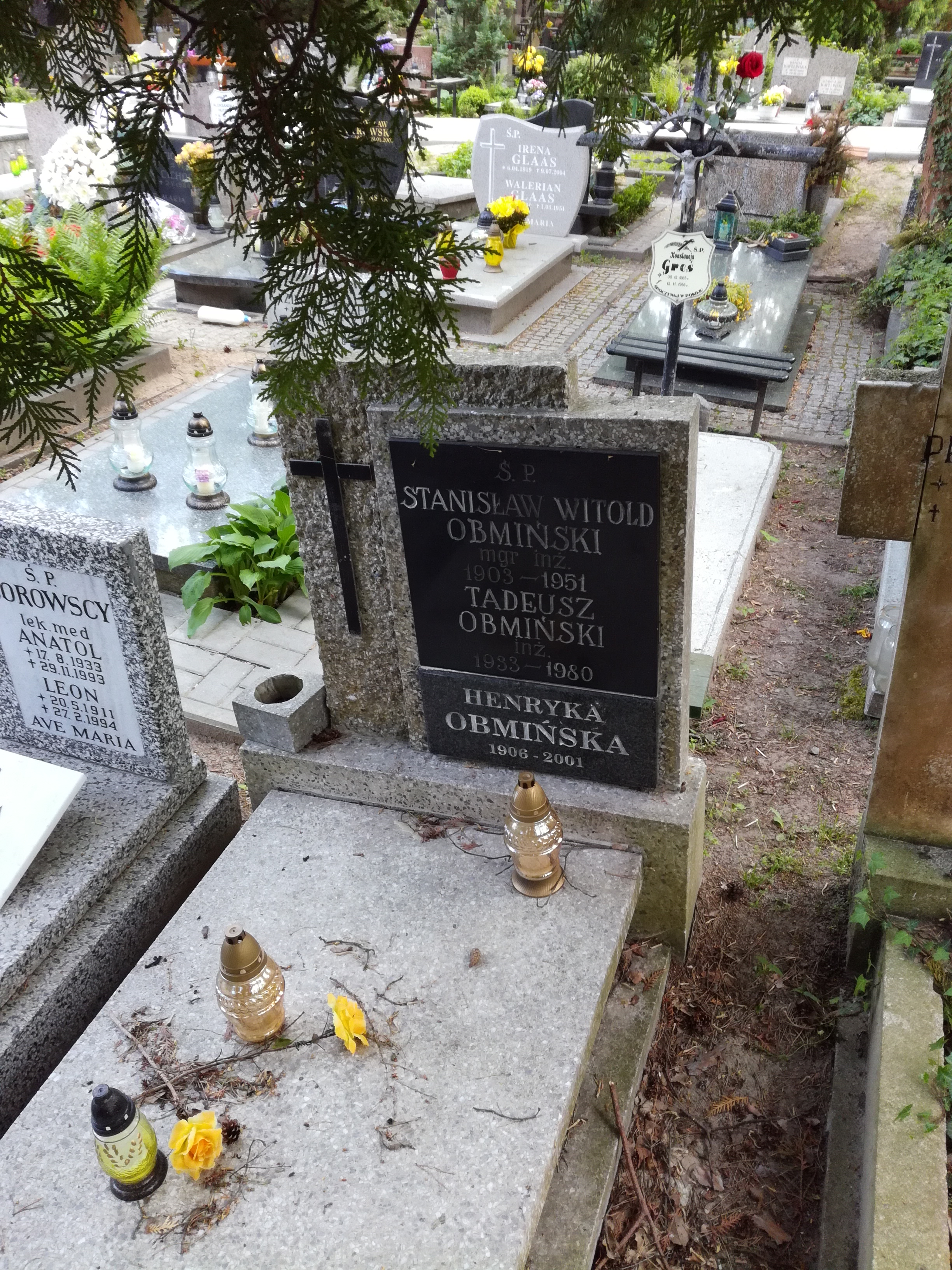
Grób Stanisława Obmińskiego na cmentarzu katolickim w Sopocie